# Danville (Alabama)
Danville ist eine Siedlung (unincorporated community) im Morgan County in Alabama.

## Geographie
Danville liegt im Norden des Bundesstaates inmitten des sogenannten Cotton Belts. Die Gemeinde wird der Huntsville-Decatur-Metropolregion zugeordnet.
Die Region um Danville war einst geprägt von umfangreichen Baumwollplantagen. Das Straßendorf liegt entlang der Alabama State Route 36 und bildet einen losen Siedlungskörper. Im Jahr 2021 wohnten 4.703 Personen in Danville.

## Sehenswürdigkeiten
Im nordwestlichen Gemeindegebiet befindet sich das Jesse Owens Museum, das dem weltberühmten Olympioniken gewidmet ist, obwohl dieser dem angrenzenden Ort Oakville entstammt. Das Museum mit Parkanlage wurde 1996 im Zuge der Olympischen Sommerspiele in Atlanta im Jahr 1996 gegründet.
Unweit des Jesse Owens Museums befindet sich das Oakville Indian Mounds Education Center, das der Copena culture gewidmet ist. Auf dem mehrere Hektar umfassenden Flächen befinden sich neben einem Museum eine Begräbnisstätte dieser Kultur sowie die größten Mounds des Staates Alabama.

## Bildung
- Danville High School
- Danville-Neel Elementary School
- Speake School

## Söhne und Töchter der Stadt
- Dave Albritton (1913–1994), US-amerikanischer Hochspringer
- Nathaniel Barrett (1861–1933), US-amerikanischer Arzt und Politiker